# Architecture sumérienne

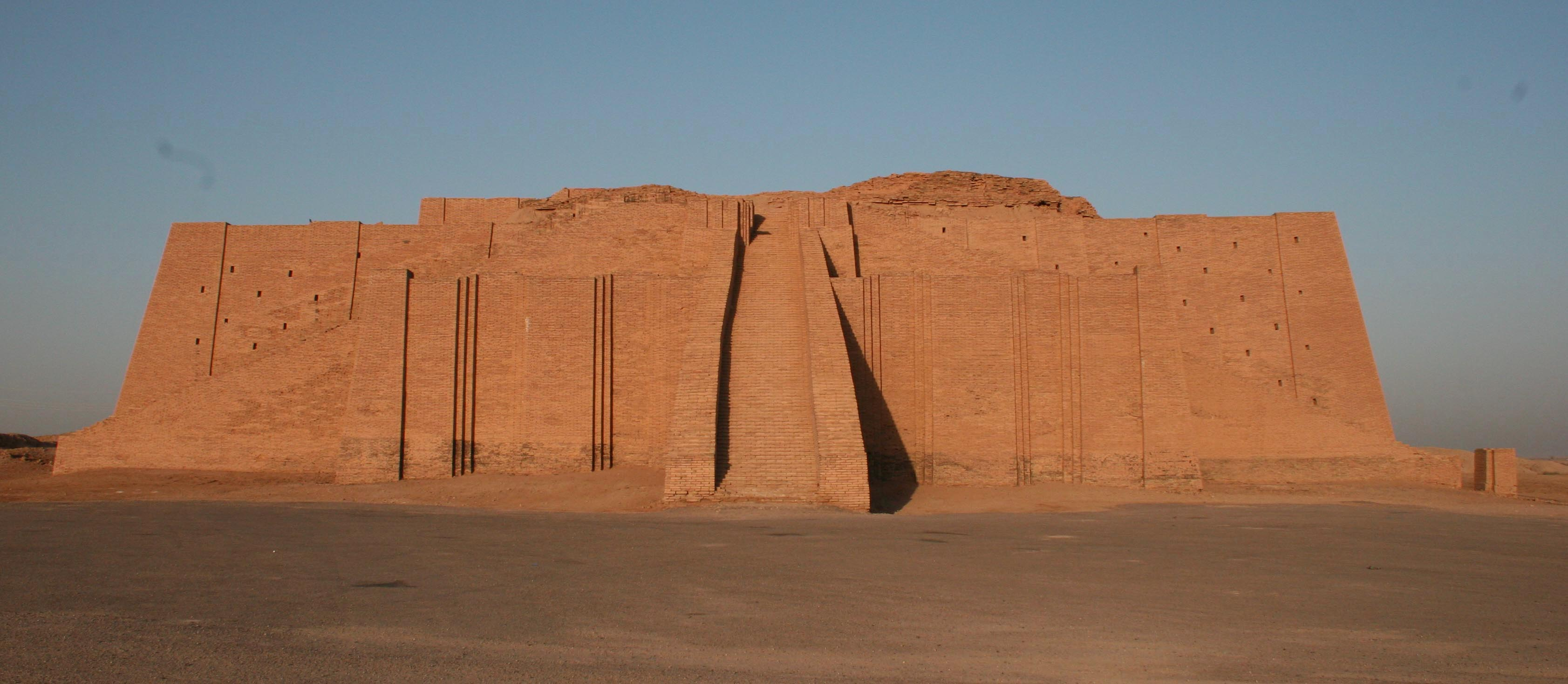
La grande ziggourat d'Ur située au sud de l'Irak actuel.

Les sumériens furent un peuple vivant en Mésopotamie (dans la région de l'actuel Irak) entre le IVe et le IIIe millénaire av. J.-C.. Parmi leurs réalisations architecturales, on trouve notamment les ziggourats, hauts bâtiments en briques crues.

## Matériaux
La plaine du Tigre et de l'Euphrate était pauvre en pierres de construction et bois. Les édifices sumériens étaient constitués de briques en terre crue, planes sur une face et convexes de l'autre, dont la mise en œuvre se faisait sans mortier ni ciment. Comme ces briques planes-convexes sont quelque peu instables, les lits de briques sumériens disposaient un rang avec les briques perpendiculaires au reste des autres lits. Les maçons remplissaient les joints avec du bitume, de la paille, des roseaux et du foin.
Les bâtiments en brique crue se détérioraient inévitablement, alors on les abattait, on nivelait le sol et on rebâtissait au même endroit. Ces reconstructions incessantes ont graduellement élevé le niveau du sol des villes qui se sont alors progressivement élevées au-dessus des plaines environnantes. Ce phénomène eut pour résultat la formation de petites collines, appelées « tels », que l'on trouve à travers tout le Proche-Orient.
Les sceaux-cylindres sumériens décrivent aussi des maisons construites à partir de roseaux assez semblables à celles construites jusqu'à très récemment par les habitants des marécages du sud de l'Irak. 
Les temples et les palais sumériens ont utilisé des matériaux et des techniques plus élaborées, comme les contreforts, les alcôves, les demi-colonnes et les calames d'argile (élément symbolique et décoratif).
Les scribes furent aussi importants dans l'architecture sumérienne pour enregistrer la construction effectuée pour le gouvernement, les nobles ou la royauté.

## Ziggourats
Les monuments sumériens les plus connus sont les ziggourats — larges plates-formes en terrasses surmontées de temples. Ces ziggourats sont sans doute les monuments qui ont inspiré le récit biblique de la tour de Babel.
Des ziggourats typiques de la période Ubaid furent construites très hautes sur une plate-forme en brique crue. Sur ces larges plates-formes furent construites graduellement, bien que parfois il y ait eu des temples au niveau du sol plus typique de la période précédant l'écriture. Beaucoup de temples avaient des inscriptions engravées à l'intérieur comme celui d'Uqair.